# Herrin (Illinois)
Herrin – miasto w Stanach Zjednoczonych, w stanie Illinois, w hrabstwie Williamson.